# Alejandro Adolfo Wiesse León
Alejandro Adolfo Wiesse León OFM (* 11. Oktober 1972 in Lima) ist ein peruanischer römisch-katholischer Geistlicher und Apostolischer Vikar von Requena.

## Leben
Alejandro Adolfo Wiesse León trat 1991 dem Franziskanerorden bei. Philosophie und Theologie studierte er am Instituto Superior de Estudios Teologicos Juan XXIII (ISET). Er legte am 12. September 1999 die ewige Profess ab und empfing am 8. Dezember 2002 das Sakrament der Priesterweihe.
Schon vor seiner Priesterweihe hatte er am Priesterseminar San Pío X, an einem pädagogischen Institut und einer privaten Ingenieurschule biblische Theologie gelehrt.
Nach der Priesterweihe war er von 2003 bis 2007 als Jugendseelsorger in Ica für die Katechese und Evangelisierung junger Menschen verantwortlich. Von 2007 bis 2010 studierte er in Jerusalem Bibelwissenschaft und erwarb am Studium Biblicum Franciscanum das Lizenziat. Anschließend studierte er bis 2014 an der Päpstlichen Universität Comillas in Madrid und wurde hier in biblischer Theologie promoviert. Von 2014 bis 2017 war er Pfarrer und Novizenmeister in Callao. Ab 2017 war er Provinzialminister der Franziskanerprovinz San Francisco Solano und Dozent an verschiedenen akademischen Institutionen in Lima, wie dem ISET, der theologischen Fakultät Lima und der Päpstlichen Katholischen Universität von Peru.
Papst Franziskus ernannte ihn am 4. Juni 2022 zum Apostolischen Vikar von Requena. Der Erzbischof von Lima, Carlos Castillo Mattasoglio, spendete ihm am 23. Juli desselben Jahres in der Kathedrale von Lima die Bischofsweihe. Mitkonsekratoren waren der scheidende Apostolische Nuntius in Peru, Erzbischof Nicola Girasoli, und Juan José Salaverry Villarreal OP, Weihbischof in Lima.